# Ease of doing business index
| ■ ≥ 85 ■ 80-85 ■ 75-80 ■ 70-75 ■ 65-70 | ■ 60-65 ■ 55-60 ■ 50-55 ■ 45-50 ■ 40-45 | ■ 35-40 ■ 30-35 ■ ≤ 25 ■ Data niet beschikbaar |

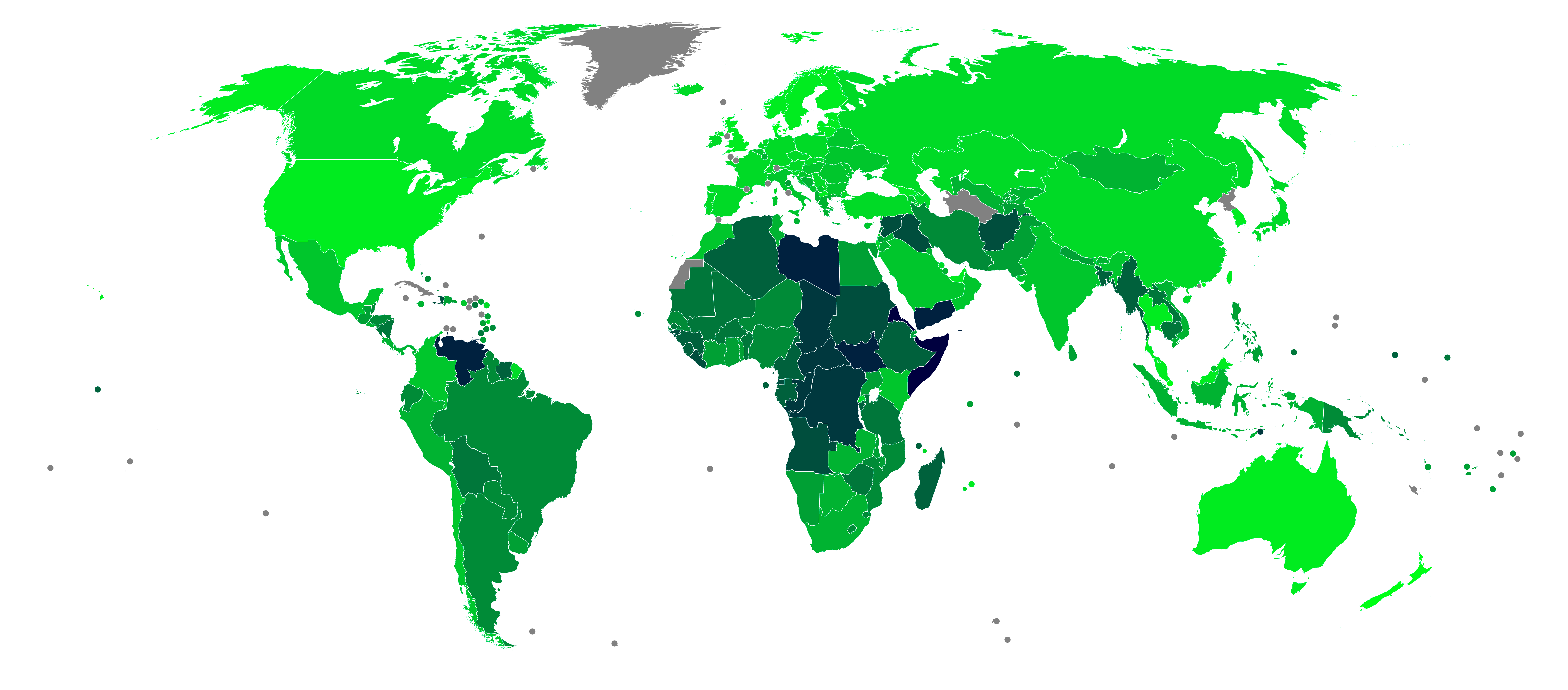
De ease of doing business index van 2020

De ease of doing business index (index voor het gemak van zakendoen) was tot 2021 een index die werd opgesteld door drie economen bij de Wereldbank: Simeon Djankov, Michael Klein en Caralee McLiesh. Het academisch onderzoek voor het rapport werd gedaan in samenwerking met de hoogleraren Edward Glaeser, Oliver Hart en Andrei Shleifer. Goede noteringen duidden op betere, meestal eenvoudigere regelgeving voor bedrijven en sterkere bescherming van eigendomsrechten. Hoewel het eerste rapport werd geschreven door Djankov, Klein en McLiesh, en ze nog steeds worden vermeld als oprichters van het rapport, wordt het idee zelf ook wel toegeschreven aan Djankov en Gerhard Pohl.
Het rapport werd op 16 september 2021 stopgezet door de Wereldbank, na de publicatie van een onafhankelijke audit. Uit de controle kwam naar voren dat de leiding van de Wereldbank experts onder druk had gezet om de resultaten te manipuleren. De Wereldbank werkt sindsdien aan een veranderde aanpak (stand 2022).